# Macropsis recurvous
Macropsis recurvous är en insektsart som beskrevs av Kuoh 1981. Macropsis recurvous ingår i släktet Macropsis och familjen dvärgstritar. Inga underarter finns listade i Catalogue of Life.